# Kalifornienlunne
Kalifornienlunne (Fratercula dowi) är en förhistorisk utdöd fågel i familjen alkor inom ordningen vadarfåglar. 

## Upptäckt och tidigare förekomst
Fågelarten beskrevs 2000 utifrån subfossila benlämningar funna på Channel Islands utanför Kalifornien, på öarna San Nicolas Island och San Miguel Island. Lämningarna omfattar hela skelett, flera tusen ben och äggskal. Man har funnit ben från både vuxna individer och ungfåglar som tydligen har dött i sina bohålor i häckningskolonier.

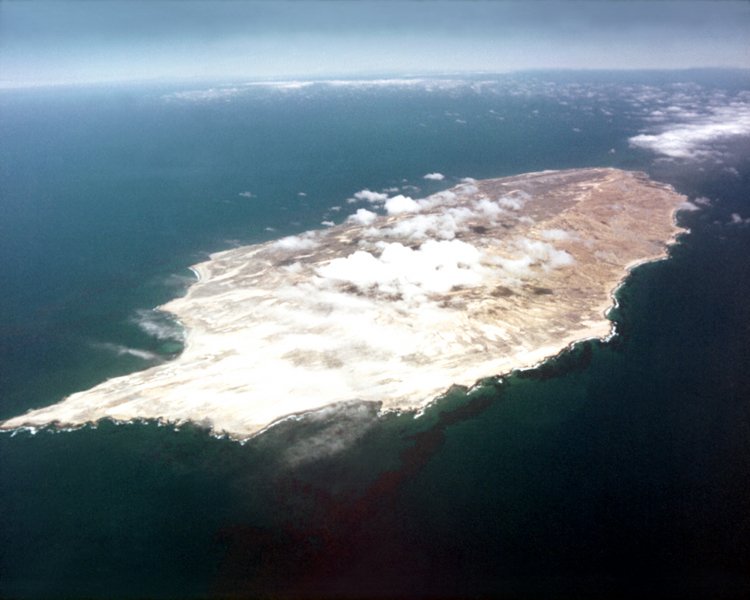
Ön San Nicolas, en av de två öar där rester av kalifornienlunnen påträffats.

## Utseende
Kalifornienlunnen var en relativt liten lunnefågel, troligen mindre än de övriga arterna i Fratercula men större än den nära släktingen hornalkan (Cerorhinca monocerata). 

## Utdöende
Ben har med hjälp av kol-14-metoden konstaterats vara knappt 12.000 år gamla, även om de flesta lämningar hittats i lager som är betydligt äldre, cirka 38.000-25.000 år gamla. Inga senare fynd har gjorts.

## Namn
Det vetenskapliga artnamnet hedrar Ronald J. Dow som assisterade det paleontologiska arbetet på San Nicolas Island.